# 鸟类图鉴

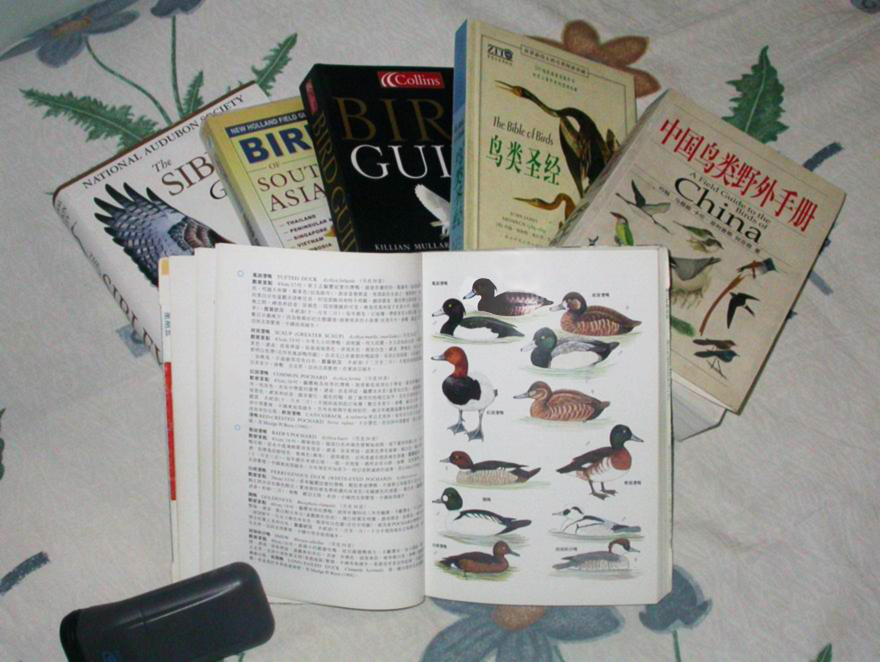
鸟类图鉴

鸟类图鉴是供观鸟者或鸟类学专业人士在野外识别鸟类的图书。鸟类图鉴一般依照鸟类的科学分类法编排，以图片的形式展示鸟类的特征，辅以简要的文字说明。根据图版的来源，鸟类图鉴可以分为手绘图鉴与摄影图鉴两大类。

## 历史与发展
人类用图版记录野生生物的历史由来以久，中国古籍《山海经》就以大量图版描绘记载的神话生物，明代书籍《三才图会》也用图版的形式记录了大量野生动物和植物，其中也包括鸟类。19世纪美国画家奥杜邦出版了著名的《美洲鸟类》这部书为奥杜邦亲手绘制，精美的图版配以简要的文字说明，已具有现代鸟类图鉴的基本要素。
随着鸟类学作为一门科学的发展与完善，纯文字的检索表成为鸟类学者最常用的工具书，鸟类学家的研究工作也大多集中于搜集、鉴别和整理标本。以鸟类为主角的绘画作品更多地被当作一种艺术品，而非研究的辅助工具。
二次世界大战之后，在英国兴起了观鸟活动，越来越多非鸟类学专业研究者拿起望远镜，观察各种野生鸟类。这些观鸟者大多没有接受过生物学专业训练，而使用传统的检索表必须熟悉各种专业术语，并且常需要对标本的一些细节，如羽毛的长度进行精确的测量，因而业余观鸟者大多无法自如地使用检索表，在这样的背景下兼顾专业性和普及性的鸟类图鉴应运而生。鸟类图鉴以图版的形式直观地展现鸟类特征，用简洁的文字概括各种鸟类的分类、分布、关键特征等生物学信息。
最初的鸟类图鉴均为手绘图鉴，又许多是对着博物馆的标本，用网格线标对，严格按照比例绘制。随着摄影的发展，手绘图的模特有标本变为照片，这更能接近鸟类正常的形态。随着摄影装备的普及，尤其是数码摄影的快速发展，鸟类图片的来源极大地丰富，近年来出现了越来越多的摄影图鉴，用实地拍摄的鸟类照片替代手绘图版。相信随着摄影技术门槛的不断降低，摄影图鉴将逐渐取代手绘图鉴而成为鸟类图鉴的主流。

## 内容和编排体例
鸟类图鉴通常包括鸟区介绍、观鸟指南、名词解释、鸟种介绍、索引等基本内容。

### 鸟区介绍
鸟类图鉴都是针对某一特定区域编辑的，因此对于任何一本鸟类图鉴，鸟区介绍都是必须的内容，在这一部分中，编者通常会简要介绍某一区域的地理和气候特征，在动物地理分区中的地位等基本信息，在这一部分编者常常还会罗列地区常见鸟种。

### 观鸟指南
鸟类图鉴是以非专业背景的观鸟爱好者为服务对象的，因此通常鸟类图鉴都会有一些入门信息，包括如何开始观鸟、如何发现和识别鸟类、如何进行观鸟记录等。有些鸟类图鉴还会提供某一地区的推荐观鸟路线和地点、观鸟历等进阶信息。

### 名词解释
由于鸟类图鉴面对的是非专业背景的观鸟者，因此必须对图鉴中出现的一些专业名词作出解释，其中包括鸟体分区的名称、鸟类行为和生活史的一些专有名词、鸟类生态学、动物地理学相关的一些专业名词等。

### 鸟种介绍
鸟种介绍是鸟类图鉴的核心内容，包括图版和文字两部分，图版部分提供鸟类特征的直观信息，文字部分则作出更精确的描述。
图版是图鉴核心中的核心，比较好的图鉴，图版部分常包括同一鸟种不同性别、不同年龄、不同色型、不同季节、不同亚种、不同栖止状态乃至不同观测角度的多幅图片，有的甚至提供巢和卵的外观图片，以提供尽可能全面的信息。手绘图鉴的图版系人工绘制，摄影图鉴的图版则为实地拍摄的照片，手绘图鉴可以方便的展示编者意欲展示的鸟类特征，但是会受到绘制者绘画水平和知识水平的限制，有时会出现各种各样的失真和错误；摄影图鉴可以原原本本地展示鸟类的特征，但是不如手绘图鉴那样可以方便地获得任何需要的图版。
鸟种介绍的文字部分包括鸟种的学名和俗名，鸟类在该区域的分布状况和保护现状；重要的识别特征以及与近似种的辨析；鸟种的生活习性等。相比于鸟类志，图鉴的文字描述更简练而且较多地集中于鸟类的特征识别和鸟种辨析；相比于专业的检索表，鸟类图鉴提供的信息侧重于远距离观测可获得的特征。

### 索引
一部鸟类图鉴所涵盖的鸟种少则数百种多则上千种，因而索引是任何图鉴必须的部分，索引一般根据鸟种学名、英文名和其他语言的名称编制。还有的图鉴把不同体形特征的鸟归纳成索引，有利于使用者从鸟的外观轮廓进行检索。

### 特殊设计
鸟类图鉴还有一些特殊的设计。图鉴多会采用防水塑封来抵抗野外的风吹雨淋；图鉴的封底多有标尺的设计，有助于在野外判断鸟类的大小；还有的图鉴有比色卡，可对图鉴中描述的颜色进行查对，有助于识别鸟种。

## 著名图鉴绘制者
- 奥杜邦
- 卡伦·菲利普斯